# Distretto di Curasco
Il distretto di Curasco è un distretto del Perù nella provincia di Grau (regione di Apurímac) con 1.469 abitanti al censimento 2007 dei quali 447 urbani e 1.022 rurali.
È stato istituito il 29 ottobre 1993.